# Электрощит (предприятие)
Электрощит Самара (Самарский завод «Электрощит») — электротехническое предприятие в Самаре, образованное в 1943 году, входило в систему Народного комиссариата внутренних дел СССР (1945—1958), затем — в подчинении Министерства электростанций СССР (1958—1992), в 1992 году приватизировано, с 2022 года входит в состав ГК "Акрон Холдинг".

## История
Создан 14 июля 1943 года приказом № 0277 Наркомата внутренних дел СССР о реорганизации ремонтных мастерских в поселке Красная Глинка в завод № 4 Управления материально-технического снабжения НКВД в качестве ремонтной базы для строительства Волжской ГЭС. После окончания строительства электростанции завод продолжил работу в качестве предприятия, обслуживающего строящиеся гидроэлектростанции, основная деятельность первых лет — ремонт землеройной техники, производство металлоконструкций, труб, сварочных электродов.
В 1958 году завод переведён в ведение Министерства электростанций СССР и перепрофилирован на выпуск электромеханической продукции, получив наименование «Электрощит». В 1959 году выпущены первые комплектно-распределительные устройства. В 1960-е годы завод освоил производство блочных трансформаторных подстанций и других электротехнических изделий. В 1968 году на заводе установлен листогибочный стан французской фирмы Comec, на нём изготавливались профлисты и другие металлоконструкции для заводов «ВАЗ» и «КамАЗ». В 1974 году пущена линия по производству сэндвич-панелей. В 1970-е -- 1980-е годы завод освоил выпуск быстровозводимых зданий различного назначения.
В 1992 году предприятие акционировано и приватизировано.
В 2010 году Schneider Electric приобрела 50 % акций предприятия за 10,7 млрд рублей, а в 2013 году выкупила оставшиеся доли
Крупнейший российский производитель электротехнического оборудования 0,4-220 кВ, а именно комплектных распределительных устройств, решений в модуле, комплектных трансформаторных подстанций, низковольтных комплектных устройств и высоковольтного оборудования. 
На сегодняшний день Электрощит Самара на рынке электротехнического оборудования России и СНГ занимает 30 %.
18 апреля 2023 года на территории завода выставлялся трофей за победу в Кубке России.

## Известные работники
- Оболонков, Николай Харитонович — секретарь парткома
- Соколовский, Борис Ильич — инженер
- Кузнецов, Иван Лазаревич — инженер
- Платонов, Геннадий Алексеевич — инженер

## Продукция
Предприятие производит комплектные распределительные устройства, открытые и закрытые распределительные устройства, разъединители, комплектно-трансформаторные подстанции, открытые и закрытые электроподстанции, силовые и измерительные трансформаторы, автоматические выключатели, вакуумные выключатели.
Компания занимается проектированием, производством и поставкой электротехнического оборудования, монтажом и пусконаладочной работой, сервисом, гарантийным и постгарантийным обслуживанием, а так же обучением клиентов.